# Оронтобат (сатрап Карии)
Оронтобант (др.-греч.   Ὀρoντoβάτης; IV век до н. э.) — персидский сатрап Карии.

Карта деления империи Ахеменидов на сатрапии

## Биография
Оронтобат был женат на Аде, дочери правителя Карии Пиксодара, и по поручению персидского царя сменил своего тестя после его смерти в 334 г. до н. э.
После вторжения Александра Македонского в Малую Азию в 334 г. до н. э. и разгрома коалиции малоазийских сатрапов в сражении при Гранике Оронтобат вместе с греческим военачальником, состоящим на службе у персов, Мемноном Родосским засели в осаду в Галикарнасе. Гарнизон города состоял из персов, карийцев и греческих наемников. Со стороны суши Галикарнас был защищен крепкими стенами, а также широким и глубоким рвом. В гавани находилось военные триеры. Александр же ранее распустил почти весь свой достаточно слабый, по сравнению с персидским, флот. Все это затрудняло взятие Галикарнаса. Однако Александр, поставив целью захватить все приморские города, приступил к осаде.
После длительного упорного сопротивления осажденные, потеряв надежду защитить город, решили оставить его, предварительно уничтожив защитные деревянные башни и склады с тем, чтобы ничего не досталось противнику. Мемнон эвакуировался на соседний остров Кос, куда ранее была вывезена казна, а Оронтобат с большим запасом провизии занял находящийся на высоком холме акрополь. Также карийский сатрап сохранил контроль над близрасположенными городами Минд, Канд, Фера и Каллиполь. Македоняне вступили в опустевший Галикарнас, который был затем разрушен. Тратить же сейчас все свои силы на взятие малоприступного акрополя Александр не захотел. Поэтому, оставив несколько тысяч воинов и возвратив власть в Карии своей союзнице — прежней царице Аде, младшей дочери Гекатомна, Александр двинулся дальше по побережью.
В следующем году, находясь в Киликии, Александр узнал, что Оронтобат потерпел поражение, сражаясь с македонскими полководцами Птолемеем и Асандром.
Известно также, что военачальник по имени Оронтобат находился в рядах армии Дария III в битве при Гавгамелах, являясь одним из предводителей отрядов «людей с побережья Красного моря.» Неясно, идет ли здесь речь о бывшем сатрапе Карии или о другом человеке.